# Іст-Енд
Іст-Енд (англ. East End) — східна частина Лондона, яку за творами Діккенса та інших авторів епохи промислової революції вважають районом розселення бідноти і антиподом фешенебельного Вест-Енду.
Єдиного визначення Іст-Енду не існує. У найзагальнішому наближенні так позначають частину Лондона на схід від стіни лондонського Сіті, де, в силу близькості до старого порту (Доклендс) селилися іммігранти. До числа історичних кварталів відносяться Вайтчепел і Степні.
Коректніше визначення Іст-Енду — район, обмежений стіною лондонського Сіті на заході, Темзою на півдні, річкою Лі на сході і районами Гекні і Вікторія-парк на півночі. Адміністративно це округ (боро) Тауер-Гемлетс у складі Великого Лондона, а також південна частину боро Гекні.
До кінця XIX століття в Іст-Енд провели лондонський метрополітен, що прискорило його сполучення з центром і посилило економічні зв'язки між заходом і сходом міста. Незважаючи на зусилля лондонської влади з благоустрою Іст-Енду, ця частина Лондона, як і раніше має репутацію робочого району.
Стара промислова зона вздовж Темзи, відома як Кенері-Ворф, в останні десятиліття перетворилася на бізнес-центр з найвищими будівлями Великої Британії, включаючи 235-метровий хмарочос One Canada Square.

## Історія

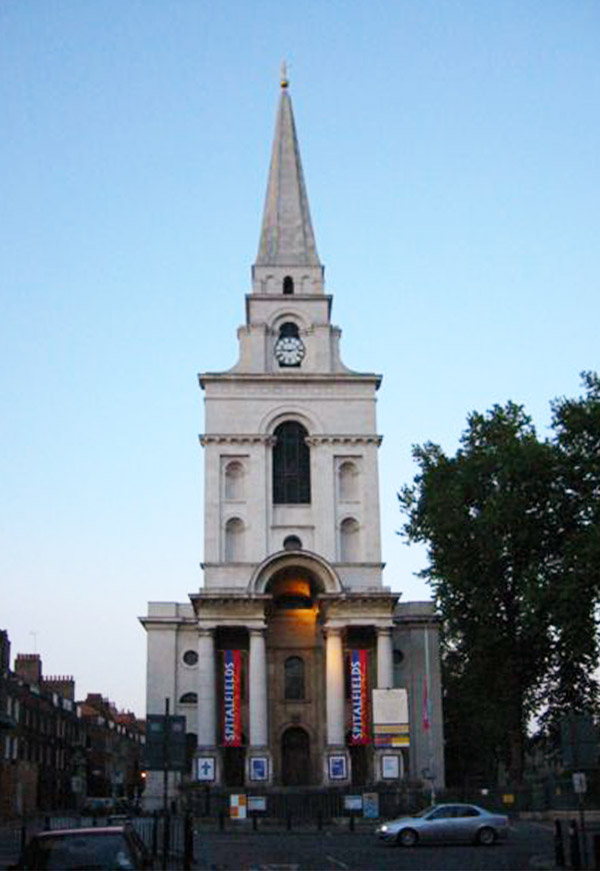
Крайст-Черч

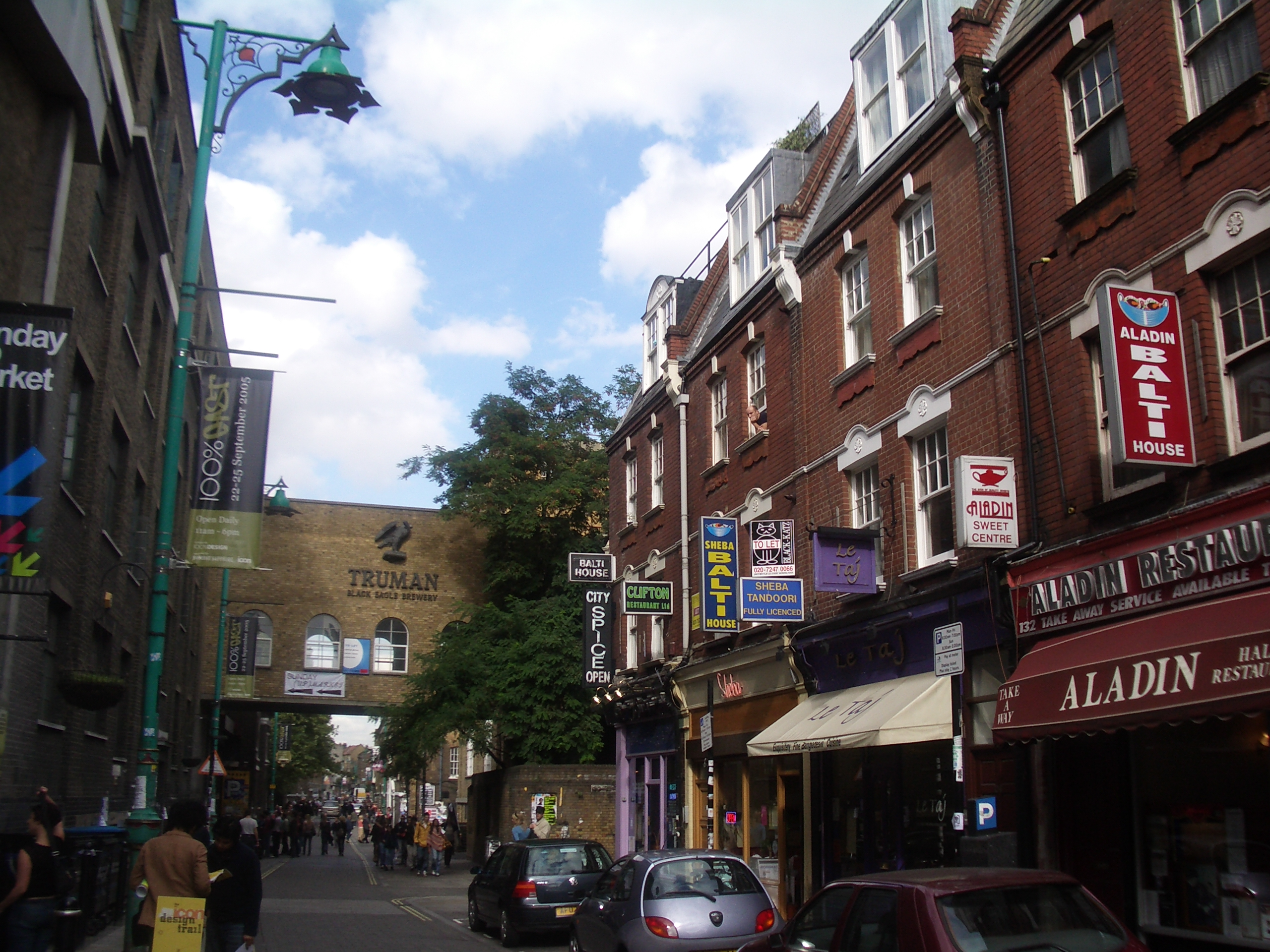
Брік Лейн була центром нової імміграції протягом століть (вересень 2005)

Історично, цей район є антиподом Вест-Енду. Ще в підручниках з англійської було прийнято писати, Вест-Енд — центр багатіїв і розваг, а Іст-Енд (розташований на схід від Сіті / the City) — промисловий центр, район нетрів бідняків, робітників та іммігрантів. Але з 1980-х років Іст-Енд почав набирати популярність у заможної публіки. У колишніх промислових будівлях, доках з'явилися паби і ресторани, які стали одними з наймодніших у Лондоні. У районі Доклендс (дістатися можна лінією метро Docklands Light Railway) розташувалися дорогі квартири з виходом на Темзу, а поруч новий фінансовий центр Кенері-Ворф з офісами світових компаній, що розмістилися в хмарочосах. Щоправда, на відміну від іншого центру бізнесу — Сіті, Кенері-Ворф не завмирає на ніч. Нічне життя тут таке ж активне, як і фінансове.
Вулиці Хокстон і Ліверпуль — одні з «найпросунутіших» в Лондоні. Тут проживають художники, артисти, перебувають картинні галереї, модні кафе, ресторани. Хоча виглядають ці місця все одно досить похмуро.
В Іст-Енді живе величезна кількість емігрантів (легальних і нелегальних), іноді в абсолютно неприйнятних умовах. Багато переселенців з інших країн зробили Іст-Енд своїм домом.
Знамениті ринки Іст-Енду. Наприклад ринок на вулиці Петтікоут Лейн (відкритий в неділю) спеціалізується на продажі одягу і взуття. Якість є дуже варіативною, але можна знайти цікаві речі за невисокими цінами. На ринку Спайталфілдс можна купити одяг (ретро і сучасну), вироби антикваріату, продукти.
Традиційно, того, хто народився в Іст-Енді, називають кокні, хоча за строгішим визначенню кокні — це той, хто народився під дзвони дзвонів церкви St. Mary-le-Bow у Сіті. Зараз кокні також називають акцент, яким говорять жителі Лондона. Для нього характерна зміна деяких звуків або їх відкидання, наприклад hi буде звучати як / i :/, head як / ed / . Особливості мови кокні чудово показані в п'єсі «Пігмаліон» Б.Шоу та мюзиклі «Моя прекрасна леді».
В Іст-Енді також розташовані: музей Докландс, Музей дитинства (в найбіднішій частині Лондона Bethnal Green), галереї сучасних художників на Hoxton Square, галерея Вайтчепл .